# Rajarhat Gopalpur
Rajarhat Gopalpur è una suddivisione dell'India, classificata come municipality, di 271.781 abitanti, situata nel distretto dei 24 Pargana Nord, nello stato federato del Bengala Occidentale. In base al numero di abitanti la città rientra nella classe I (da 100.000 persone in su).

## Geografia fisica
La città è situata a 22° 36' 26 N e 88° 31' 13 E.

## Società

### Evoluzione demografica
Al censimento del 2001 la popolazione di Rajarhat Gopalpur assommava a 271.781 persone, delle quali 140.179 maschi e 131.602 femmine. I bambini di età inferiore o uguale ai sei anni assommavano a 27.514, dei quali 14.102 maschi e 13.412 femmine. Infine, coloro che erano in grado di saper almeno leggere e scrivere erano 207.632, dei quali 113.237 maschi e 94.395 femmine.